# Samoa alemanya
Samoa alemanya (en alemany: Deutsch-Samoa) va ser un protectorat alemany entre 1900 i 1914, format per les illes d'Upolu, Savai'i, Apolima i Manono, actualment completament dins de l'estat independent de Samoa, l'antiga Samoa Occidental. Samoa va ser l'última adquisició colonial alemanya a la conca del Pacífic, rebuda després del tractat de Berlin signat a Washington el 2 de desembre de 1899, amb ratificacions intercanviades el 16 de febrer de 1900.
Era l'única colònia alemanya al Pacífic, a part de la concessió de Kiautschou a la Xina, que va ser administrada separadament des de Nova Guinea Alemanya.

## L'expansió de la influència alemanya
El 1855, J.C. Godeffroy & Sohn va expandir el seu negoci comercial al Pacífic després de les negociacions d'August Unshelm, l'agent de Godeffroy a Valparaíso. Va marxar cap a les illes Samoa, que llavors eren conegudes com les illes del Navegant. Durant la segona meitat del segle xix, la influència alemanya a Samoa es va expandir amb les operacions de plantació a gran escala que es van introduir per al cultiu de coco, cacau i cautxu d'hevea, especialment a l'illa d'Upolu, on les empreses alemanyes van monopolitzar el processament de copra i cacau.

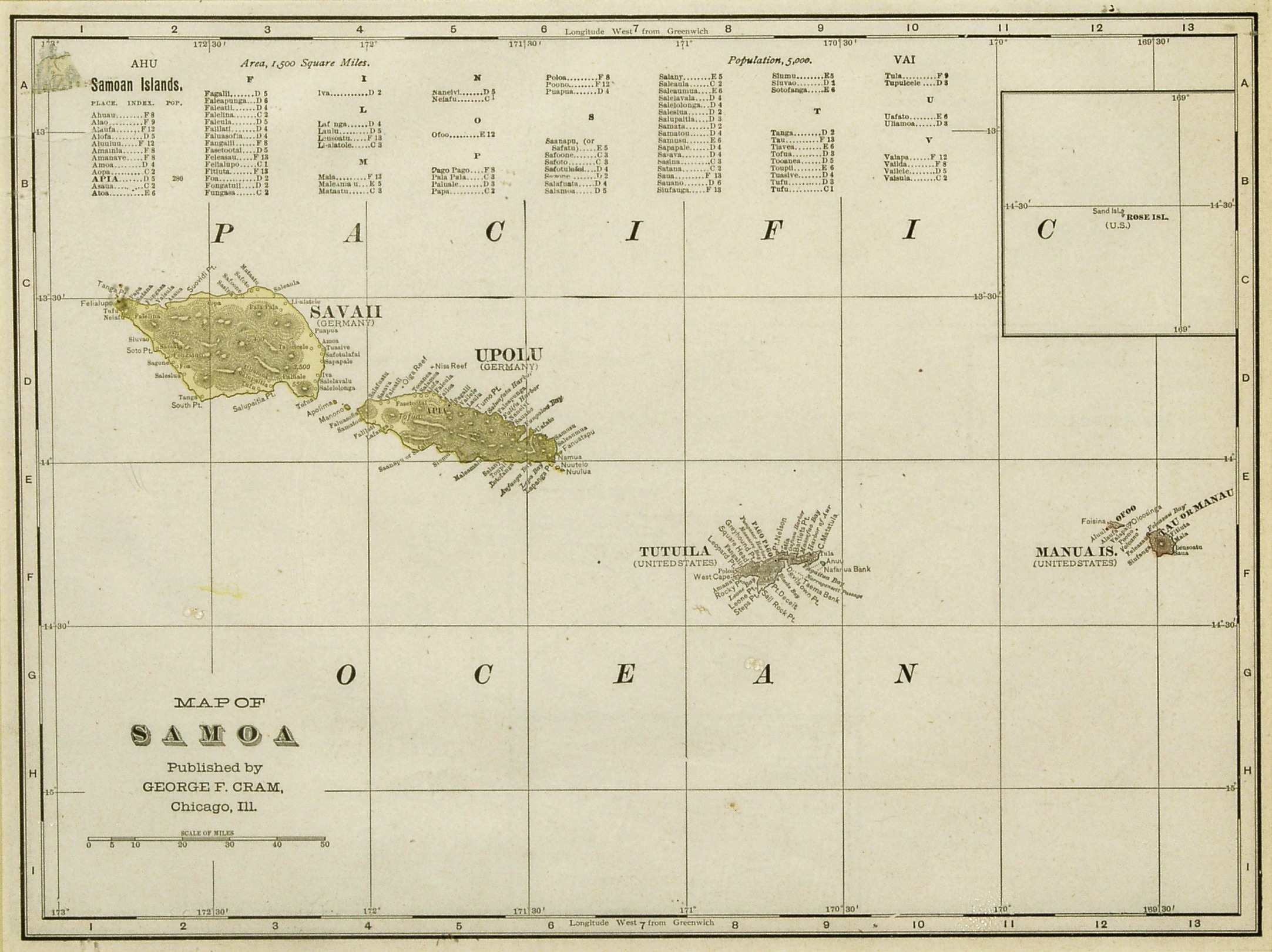
Mapa de les illes Samoa, 1896

Les operacions comercials de J.C. Godeffroy & Sohn es van estendre a illes del Pacífic Central. El 1865, un capità comercial que actuava en representació de J.C. Godeffroy & Sohn va obtenir un contracte de 25 anys a l'illa oriental de Niuoku de l'atol de Nukulaelae. J.C. Godeffroy & Sohn va ser assumida el 1879 per Handels-und Plantagen-Gesellschaft der Südsee-Inseln zu Hamburg (DHPG). La competència en les operacions comercials al Pacífic Central va venir de Ruge, Hedemann & Co, establerta el 1875, que va ser succeïda per H. M. Ruge & Co fins que la seva empresa va fracassar cap a 1887.
Les tensions provocades, en part, pels interessos conflictius dels comerciants i propietaris de les plantacions alemanyes i les empreses comercials britàniques i els interessos comercials estatunidencs van portar a la primera guerra civil de Samoa. La guerra es va lliurar aproximadament entre 1886 i 1894, principalment entre samoans, tot i que els militars alemanys van intervenir en diverses ocasions. Els Estats Units d'Amèrica i el Regne Unit es van oposar a l'activitat alemanya, que va provocar un enfrontament al port d'Apia en 1887.
El 1899, després de la segona guerra civil de Samoa, les illes Samoa van quedar repartides entre les tres potències implicades. El Tractat de Berlin de 1899 va donar el control de les illes a l'oest del meridià 171° oest a Alemanya, les illes orientals als Estats Units d'Amèrica (l'actual Samoa Americana), i es va compensar el Regne Unit amb altres territoris del Pacífic i de l'Àfrica occidental.

## El desenvolupament econòmic
Durant els anys colonials es van formar noves empreses per expandir enormement les activitats agrícoles que al seu torn van augmentar els ingressos fiscals per a obres públiques que van estimular el creixement econòmic; « ... sobretot, el període de govern alemany va ser el més progressiu, econòmicament, que el país ha experimentat». J.C. Godeffroy, com la principal empresa comercial i de plantació a Samoa, va mantenir comunicacions entre les seves diferents subdivisions i sucursals amb la seva base a Hamburg amb la seva pròpia flota de vaixells. Com que en la cultural cultura samoana no incloïa el concepte de «mà d'obra», es va implementar la importació de coolies xinesos (i, en menor mesura, melanesis de Nova Guinea treballant per la DHPG) i « ... el 1914 més de 2.000 xinesos eren a la colònia, proporcionant una mà d'obra efectiva per a les plantacions [alemanyes]».
Principals empreses de plantació a Samoa van ser:
- J. C. Godeffroy & Son (reemplaçada com Deutsche Handels und Plantagen Gesellschaft o DHPG)
- Deutsche Samoa Gesellschaft
- Safata-Samoa-Gesellschaft
- Samoa Kautschuk Kompagnie

## L'administració colonial
El període colonial alemany va durar 14 anys, i va començar oficialment amb l'aixecament de la bandera imperial l'1 de març de 1900. Wilhelm Solf es va convertir en el primer governador. En les seves relacions polítiques amb el poble samoà, el govern de Solf va mostrar qualitats similars d'intel·ligència i cura com en l'àmbit econòmic. Va introduir amb habilitat les institucions de Samoa en el nou sistema de govern colonial per l'acceptació dels costums natius. El propi Solf va aprendre molts costums i rituals importants per als samoans, observant una etiqueta cultural que incloïa la cerimònia de beure kava.
No obstant això, quan un dissident Fa'amatai (cap) samoà va superar els límits de la seva considerable tolerància, Solf va avançar assertivament, pronunciant que « ... només hi havia un govern a Samoa», i era ell. «La llei alemanya va portar pau i ordre per primera vegada ... L'autoritat, en la persona del governador, es va fer paterna, justa i absoluta. Berlín estava molt lluny; no hi havia cap telègraf ni ràdio».
Els esforços energètics dels administradors colonials van establir el primer sistema escolar públic. Es va construir un hospital i es va ampliar i personalitzar, i les dones samoanes es van formar com a infermeres. De totes les possessions colonials de les potències europees al Pacífic, Samoa Alemanya va tenir, amb diferència, les millors carreteres; totes les carreteres fins al 1942 van ser construïdes sota la direcció alemanya. Les subvencions imperials del tresor de Berlín que havien marcat els primers vuit anys de domini alemany ja no eren necessàries després de 1908; Samoa s'havia convertit en una colònia autosuficient.
| « | L'èxit del règim alemany a Samoa no només va ser inaugurar un govern central i establir la pau i l'ordre. Va recordar contínuament a la gent que la combinació de l'esforç individual és essencial per a la prosperitat. L'augment de la producció agrícola durant el període alemany [que feia possible les obres públiques] ... es va quedar en memòria molt després de la seva partida. | » |

Wilhelm Solf va abandonar Samoa el 1910 per ser nomenat secretari colonial a Berlín; va ser succeït com a governador per Erich Schultz, l'excap de justícia en el protectorat.

## L'ocupació
A part de la policia nativa de Samoa, Alemanya no tenia forces armades estacionades a les illes. La petita canonera, SMS Geier i el vaixell d'investigació sense armament Planet, van ser assignats a l'anomenada «estació australiana» (que abastava tots els protectorats alemanys del Pacífic, no el domini britànic d'Austràlia), però el SMS Geier mai va arribar a Samoa.
A instàncies de la Gran Bretanya, la colònia va ser envaïda sense oposició el matí del 29 d'agost de 1914 per tropes de la Força Expedicionaria de Nova Zelanda. El vicealmirall, el comte Maximilian von Spee, de l'Esquadró alemany de l'est d'Àsia, va obtenir coneixement de l'ocupació i es va precipitar a Samoa amb els creuers blindats SMS Scharnhorst i SMS Gneisenau, que van arribar a Apia el 14 de setembre de 1914. Va determinar, tanmateix, que un desembarcament només seria un avantatge temporal en un mar dominat pels Aliats, i els creuers van marxar.
Nova Zelanda va ocupar la colònia alemanya fins al 1920, i va governar les illes fins a la independència el 1962, en principi com a Mandat de la classe C de la Lliga de les Nacions, i després com a territori fideïcomissari de les Nacions Unides després de 1946.

## Galeria d'imatges

Proposta de bandera de Samoa alemanya (mai utilitzada)
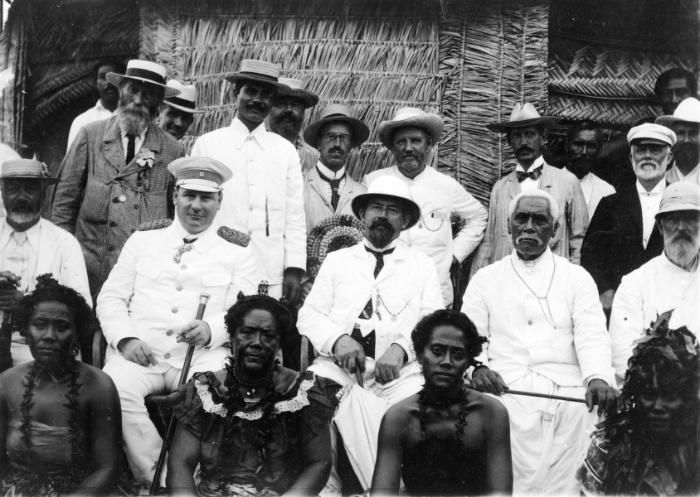
El governador Wilhelm Solf (segona fila, esquerra), el parlamentari de Nova Zelanda, Charles H. Mills (segona fila, centre), i el cap suprem samoà Mata'afa Iosefo (segona fila, dreta) durant una visita de Mills a Samoa Alemanya, 1903
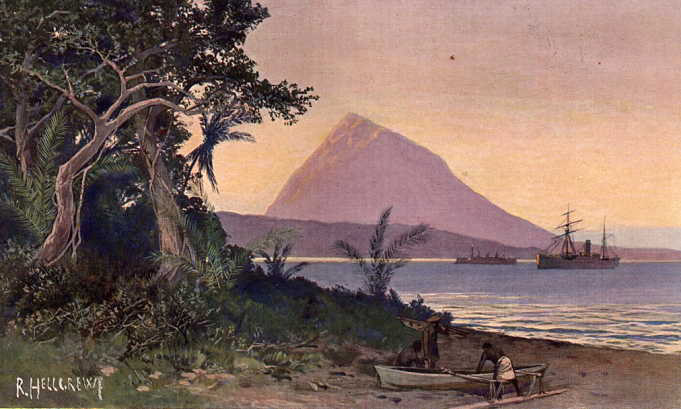
Port de Saluafata (R. Hellgrewe, 1908), c. 15 km a l'est d'Apia
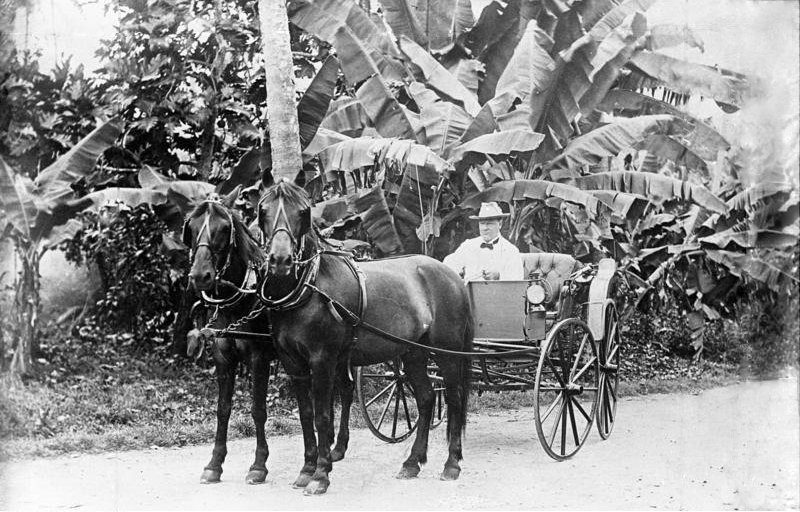
Governador Wilhelm Solf a Apia, 1910
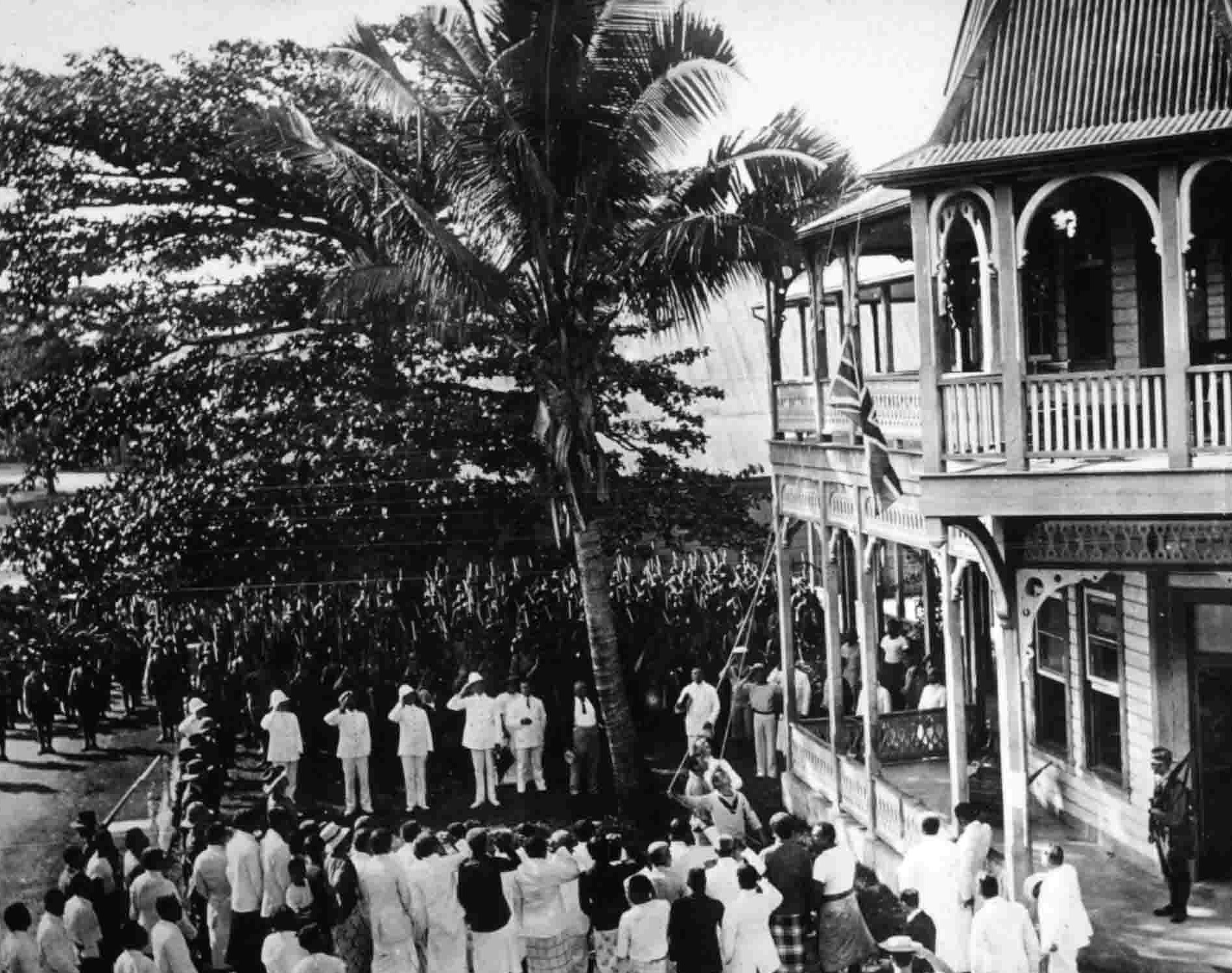
L'Union Flag a un edifici d'Apia, 30 d'agost de 1914